# 本朝茶法
《本朝茶法》（宋）沈括撰。《本朝茶法》原本是《梦溪笔谈》卷十二《官政二》中的后半卷“本朝茶法”条，经后人提出成为《本朝茶法》。《本朝茶法》并没有包括《梦溪笔谈》中所有有关茶的内容。
《梦溪笔谈》卷十二《官政二》中“国朝茶利”条另有宋朝茶税的重要纪录。